# Fender TC-90 Thinline
A TC-90 Thinline a Fender amerikai hangszercég féltömör-testű elektromos gitárja, mely 2004-től 2007-ig képezte részét a neves cég kínálatának, és a Special Edition Series csoportba tartozik. A gitárt 1 000 dollár körüli ára a felső-középkategóriába sorolja.

## Felépítése
A TC-90 teste féltömör, fedlapján egy f-lyuk található, mely jellemző a nemtömör-testű elektromos gitárok esetében. A hangszer összesen két színben rendelhető: az alapszín a „Vintage White” (a képen), illetve „Black Cherry Burst”, mely egy rendkívül sötét sunburst színezés. A test két bevágással rendelkezik, melyeknek köszönhetően a 22 érintős nyak magas fekvései is könnyen elérhetőek. A nyak formája C-profilú, anyaga a Fender többi gitárjához hasonlóan juhar, rózsafa (paliszander) fogólappal.
Ami az elektronikát illeti, a gitár két darab Seymour Duncan hangszedőt kapott: Vintage P-90 a nyaknál, illetve SP-90 3B Custom P-90 a híd-oldalon. Ehhez háromállású hangszedőváltó tartozik, mely a két hangszedő közötti választás mellett az együttes használatukat is megengedi. A hangszedőkhöz összesen két szabályzó tartozik, egy hangerő- és egy hangszínszabályzó tekerős potméter.